# Élection gouvernorale de 2010 au Texas
L'élection du gouverneur du Texas de 2010 a eu lieu le 2 novembre. Le gouverneur républicain Rick Perry a été réélu pour la deuxième fois consécutive à son poste.

## Résultats

### Élection générale
| Résultats | Résultats                   | Résultats        | Résultats | Résultats |
| Partis    | Partis                      | Candidats        | Voix      | %         |
| --------- | --------------------------- | ---------------- | --------- | --------- |
|           | Républicain                 | Rick Perry *     | 2 737 481 | 54,97     |
|           | Démocrate                   | Bill White       | 2 106 395 | 42,30     |
|           | Libertarien                 | Kathie Glass     | 109 211   | 2,19      |
|           | Vert                        | Deborah Shafto   | 19 516    | 0,39      |
|           | Tiers partis & Indépendants | Autres candidats | 7 267     | 0,15      |

### Primaire républicaine
| Résultats | Résultats   | Résultats            | Résultats | Résultats |
| Partis    | Partis      | Candidats            | Voix      | %         |
| --------- | ----------- | -------------------- | --------- | --------- |
|           | Républicain | Rick Perry           | 758 222   | 51,09     |
|           | Républicain | Kay Bailey Hutchison | 450 196   | 30,33     |
|           | Républicain | Debra Medina         | 275 693   | 18,58     |

### Primaire démocrate
| Résultats | Résultats | Résultats      | Résultats | Résultats |
| Partis    | Partis    | Candidats      | Voix      | %         |
| --------- | --------- | -------------- | --------- | --------- |
|           | Démocrate | Bill White     | 516 621   | 75,99     |
|           | Démocrate | Farouk Shami   | 87 268    | 12,84     |
|           | Démocrate | Felix Alvarado | 33 708    | 4,96      |
|           | Démocrate | Alma Aguado    | 19 556    | 2,88      |
|           | Démocrate | Clement Glenn  | 9 852     | 1,45      |
|           | Démocrate | Bill Dear      | 6 574     | 0,97      |
|           | Démocrate | Robert Locke   | 6 298     | 0,93      |